# Oliver Bleddyn
Oliver Bleddyn, född den 27 januari 2002, är en australisk tävlingscyklist.
Bleddyn ingick i det australiska laget som vid kvalificeringen i lagförföljelseloppet i OS 2024 hade den snabbaste tiden, och som sedan tog hem guldet.